# Campeonato Carioca de Futebol de 2018 - Série B2
O Campeonato Carioca da Série B2 de 2018 foi a 38ª edição da terceira divisão do campeonato estadual de futebol profissional do Rio de Janeiro. A competição foi organizada pela Federação de Futebol do Estado do Rio de Janeiro (FERJ). A competição ocorreu entre 27 de maio e 07 de outubro daquela temporada.

## Regulamento
O regulamento é praticamente o mesmo da edição de 2017, com exceção da fase final. As semifinais, que definem o acesso, serão em dois jogos. A final será em jogo único, em campo neutro. Os dois últimos serão rebaixados à Série C de 2019.
No primeiro turno, as equipes se enfrentam dentro do próprio grupo. No segundo turno, as equipes de um grupo enfrentam as do outro. Em ambos os turnos, os dois primeiros avançam para as semifinais, que serão em jogo único. Os primeiros colocados jogarão em casa e com a vantagem do empate. Os vencedores passam para a final, também em jogo único, com mando de campo sorteado. Os campeões de cada turno se juntam às equipes de melhor campanha na semifinal do Estadual. Os vencedores sobem ao Carioca de 2019 - Série B1 e fazem a final da competição.

## Critérios de desempate
Para o desempate entre duas ou mais equipes segue-se a ordem definida abaixo:
1. Número de vitórias
2. Saldo de gols
3. Gols marcados
4. Número de cartões amarelos e vermelhos
5. Sorteio

## Participantes
| Equipe                                  | Cidade                | Em 2017           | Estádio             | Capacidade | Títulos            |
| --------------------------------------- | --------------------- | ----------------- | ------------------- | ---------- | ------------------ |
| 7 de Abril                              | Rio de Janeiro        | 4º (Série C 2017) | Los Larios          | 6 300      | 0 (não possui)     |
| Arraial do Cabo/Araruama[ACB]           | Arraial do Cabo       | 8º                | Lourival Gomes      | 1 800      | 0 (não possui)     |
| Barra Mansa                             | Barra Mansa           | 19º (Série B1)    | Raulino de Oliveira | 18 230     | 0 (não possui)     |
| Bela Vista                              | São Gonçalo           | 7º                | Alziro de Almeida   | 900        | 0 (não possui)     |
| Campos                                  | Campos dos Goytacazes | 2º (Série C 2017) | Ângelo de Carvalho  | 900        | 0 (não possui)     |
| Casimiro de Abreu                       | Casimiro de Abreu     | 3º (Série C 2017) | Ubirajara Reis      | 1 000      | 1 (último em 2002) |
| Predefinição:Futebol Futuro Bem Próximo | Rio de Janeiro        | 10º               | Marrentão           | 3 334      | 0 (não possui)     |
| Juventus                                | Rio de Janeiro        | 9º                | Joaquim Flores      | 500        | 0 (não possui)     |
| Maricá [RJO]                            | Maricá [RJO]          | 5º                | Alziro de Almeida   | 900        | 0 (não possui)     |
| Mesquita                                | Mesquita              | 3º                | Louzadão            | 6 000      | 1 (último em 1981) |
| Nova Cidade                             | Nilópolis             | 6º                | Joaquim Flores      | 500        | 0 (não possui)     |
| Pérolas Negras                          | Paty do Alferes       | 1º (Série C 2017) | Avelar              | 320        | 0 (não possui)     |
| Queimados FC                            | Queimados             | 21º (Série B1)    | Joaquim Flores      | 500        | 0 (não possui)     |
| Rio São Paulo                           | Rio de Janeiro        | 4º                | Marrentão           | 3 334      | 0 (não possui)     |
| São Cristóvão                           | Rio de Janeiro        | 20º (Série B1)    | Rua Bariri          | 8 300      | 0 (não possui)     |

- ACB ^ : A equipe do Arraial do Cabo irá disputar a Série B2 em parceria com o Araruama. [2]
- RJO ^ : Em 16 de julho de 2018, foi oficializada a alteração do nome do Clube de Futebol Rio de Janeiro para Maricá Futebol Clube. A sede também foi alterada, passando de Magé para Maricá. [3]